# 南南南
南 南南（ミュージシャン名はミナミトモユキ）（みなみ なんなん、1988年10月21日 - ）は、日本の俳優、シンガーソングライター。旧芸名は本名の南智之。キャッチフレーズは「練馬のハイトーンボイス野郎」。東京都練馬区出身。練馬区立大泉第三小学校、練馬区立大泉西中学校、城西大学附属城西高等学校卒業。城西大学薬学部中退。身長174cm、体重不明、血液型はB型。趣味は、ギター、飲酒、音楽（特にフォーク、ロック）鑑賞、器楽（ギター）、野球、ゴルフ。好きな色は赤。三度の飯より女子高生が好きで、女子高生愛好協会の会長。

## 来歴
城西大学附属城西高等学校在学中、ギター部に所属。学園祭などに於いて70年代や80年代のフォークソングを中心にカバーをしていた。ちなみにこの時から授業中のノートの端を利用して作詞活動を開始していた。
本人の談によると「好きな音楽」と「やりたい音楽」は別で、ちあきなおみ、憂歌団、なぎらけんいちを好んで聴いているが、本人のプレイスタイルはアコースティックギターの弾き語りでダジャレを基本としたギャグや下ネタがふんだんに使われた歌詞の曲が多い。
城西大学薬学部中退後、フリーターのかたわら、ミナミトモユキ名義で新宿JAM、大塚MEETSなどのライブハウスなどでシンガーソングライターとしての活動を開始する。2009年に新宿JAMの忘年会イベントでデビュー。2011年に自身初音源となる『I wanna sleep in your ふとん』をリリース。
2010年8月にシアター711で公演された、かわさきひろゆき演出の舞台『四畳半革命 〜球根歌〜』で俳優としてデビュー。以来、かわさきひろゆき関連の作品に多数出演することとなる。
2015年4月にエンタメ集団ボクらの罪団で公演された、高橋俊次演出の舞台『ディスプレイ』からエンタメ集団ボクらの罪団に所属。
2015年JR東日本連続放火事件のインタビューをきっかけにコメンテーターとしてサンデージャポンに出演。ミリオン出版発行の実話ナックルズ（2015年12月号）にも特集されるなど、活動の幅を広げている。

## 出演

### 映画
- 東京闇虫パンドラ （2015年、エクセレントフィルムズ）
- 東京闇虫1 （2013年、エクセレントフィルムズ）
- 路地裏のコッペリウス （2011年）※DVD化に際し「ブラッディレディ 路地裏のコッペリウス」に改題（2011年7月8日）
- 第三病棟の鬼 （2011年）
- 精霊夜曲〜最も古い首つりの木〜 （2012年）
- くノ一処刑人〜拷問地獄旅〜 （2012年）

### Vシネマ
- 官能時代絵巻 雨月物語 若妻の祟り （2011年8月3日、JVD）
- 官能時代絵巻 耳なし芳一　怨凌姫 （2011年9月2日、アルバトロス (映画配給会社)）
- 官能時代絵巻 羅生門 鬼畜のまぐわい（2011年10月5日、アルバトロス）
- 幻界エロス教典 蜘蛛の糸（2012年2月3日、アルバトロス）
- 幻界エロス教典 竹取物語（2012年3月2日、アルバトロス）

### 舞台
- タブー （2017年3月、ボクらの罪団）
- リプレイ （2016年2月、ボクらの罪団）
- ディスプレイ （2015年4月、ボクらの罪団）
- プレイ （2014年7月、ボクらの罪団）
- 四畳半革命 〜球根歌〜 （2010年8月、超新星オカシネマ）
- どん底2010 （2010年12月、超新星オカシネマ）
- 小鳥の水浴 宇宙編 （2011年3月、オカシネマプチルピリエ）
- 精霊夜曲 （2011年8月、オカシネマプチルピリエ）
- 小鳥の水浴 純情編 （2011年10月、オカシネマプチルピリエ）
- 小鳥の水浴 笑劇編 （2011年12月、オカシネマプチルピリエ）
- その後の風の又三郎 （2011年12月、オカシネマプチルピリエ）
- ラストワルツ〜道より〜 （2011年8月、オカシネマプチルピリエ）

## ディスコグラフィー

### アルバム
- I wanna sleep in your ふとん （2011年12月）
- 発売禁止…か？ （2012年9月）
- 世界桃色化大作戦 （2014年5月）

### 配信
- 演罪 / ボクらの罪団（2015年4月22日iTunes Storeにて配信）‐素ブタ名義